# Laura Howard
Laura Howard, nata Simmons (Chiswick, 1977), è un'attrice britannica maggiormente nota per aver interpretato Cully Barnaby in L'ispettore Barnaby.

## Filmografia (parziale)
- Casualty – serie TV, 6 episodi (1990-2018)
- So Haunt Me – serie TV, 19 episodi (1992-1994)
- Metropolitan Police  – serie TV, 2 episodi (1995-2000)
- L'ispettore Barnaby (Midsomer Murders) – serie TV, 43 episodi (1997-2011)
- Doctors - serial TV, 3 puntate (2004-2014)
- EastEnders – serial TV, 1 puntata (2013)
- L'amore e la vita - Call the Midwife (Call the Midwife) – serie TV, episodio 8x06 (2019)
- Funny Woman - Una reginetta in TV (Funny Woman) – serie TV, episodio 1x01 (2023)
- Dune: Prophecy – serie TV, episodi 1x01-1x02 (2024)

## Doppiatrici italiane
Nelle versioni in italiano delle opere in cui ha recitato, Laura Howard è stata doppiata da
- Maura Cenciarelli e Marisa Della Pasqua [1] e Manuela Tamietti[2] in L'ispettore Barnaby